# Alberto Ricardo da Silva
Pour les articles homonymes, voir Silva.
Alberto Ricardo da Silva, né le 24 avril 1943 à Aileu (Timor portugais) et mort le 2 avril 2015 à Dili (Timor oriental), est un prélat catholique est-timorais, évêque de Dili de 2004 à 2015.

## Biographie
Après avoir étudié au séminaire de Dili, il est envoyé au grand séminaire de Macao, où il étudie la philosophie, puis au séminaire de Leïra au Portugal. Il fréquente ensuite l'Université pontificale grégorienne, à Rome. 
Il est ordonné prêtre le 15 août 1972 au Portugal et retourne au Timor, où il est vicaire dans différentes paroisses, avant de devenir vicaire général du diocèse de Dili de 1980 à 1992. De 1995 à 2000, il est recteur du séminaire de Dare, puis de 2000 à 2004, recteur du Grand séminaire de Dili. 
En 1991, il offre la sécurité de l'Église Motael à des protestataires anti-occupation indonésienne. Malgré tout, les troupes de sécurité font irruption dans l'église et tue Sebastião Gomes. Le service religieux de Gomes mène au massacre du cimetière de Santa Cruz et au décès d'environ 270 personnes,.
Le 27 février 2004, il est nommé évêque de Dili. Il reçoit la consécration épiscopale le 2 mai suivant des mains de Basilio do Nascimento, évêque de Baucau. 
Le pape accepte sa démission pour raison de santé le 9 février 2015. Il meurt le 2 avril suivant à Dili.